# 黃新雀鯛
黃新雀鯛（學名：Neopomacentrus flavicauda），是輻鰭魚綱鱸形目雀鯛科新雀鯛屬的其中一種，分布於西印度洋蘇丹、索科特拉島、亞丁灣和紅海海域，本魚體呈橢圓形且側扁，吻短且圓鈍，具頷齒，體被櫛鱗，尾鰭深叉形，上下葉延伸呈絲狀，體色藍灰色，背部帶有綠色金屬光澤，尾柄、尾鰭及背鰭後半鮮黃色，棲息在珊瑚礁區，以浮游生物為食，繁殖期時成對出現，雄魚會守護卵直到孵化，生活習性不明。